# 牟礼正稔
牟礼 正稔（むれい まさとし、1954年〈昭和29年〉7月20日 - ）は、日本の政治家。兵庫県赤穂市長（2期）。

## 来歴
兵庫県赤穂市坂越出身。赤穂市立坂越小学校、赤穂市立坂越中学校、兵庫県立赤穂高等学校、大阪大学法学部卒業。1978年（昭和53年）、兵庫県庁に入庁。県立大播磨光都キャンパス事務部長や県道路公社播但連絡道路管理事務所長などを務めた。2014年（平成26年）7月、赤穂市長選挙への出馬を志し県庁を退職。
2015年赤穂市長選挙
2015年（平成27年）1月18日執行。元副市長の明石元秀、元会社経営者の矢野英樹ら2候補らと市長選を争うも次点で落選。
※当日有権者数：40,501人 最終投票率：61.00%（前回比：＋9.87pts）
| 候補者名 | 年齢 | 所属党派 | 新旧別 | 得票数  | 得票率 | 推薦・支持 |
| -------- | ---- | -------- | ------ | ------- | ------ | ---------- |
| 明石元秀 | 64   | 無所属   | 新     | 9,061票 | 36.99% |            |
| 牟礼正稔 | 60   | 無所属   | 新     | 8,858票 | 36.16% |            |
| 矢野英樹 | 44   | 無所属   | 新     | 6,579票 | 26.85% |            |

2019年赤穂市長選挙
2019年（平成31年）1月20日執行。自民党・立憲民主党・国民民主党・公明党の4党、地域政党の兵庫維新の会の推薦を受けた現職の明石元秀を破り初当選した。1月27日、市長就任。
※当日有権者数：40,316人 最終投票率：53.62%（前回比：－7.38pts）
| 候補者名 | 年齢 | 所属党派 | 新旧別 | 得票数   | 得票率 | 推薦・支持                                                   |
| -------- | ---- | -------- | ------ | -------- | ------ | ------------------------------------------------------------ |
| 牟礼正稔 | 64   | 無所属   | 新     | 11,486票 | 53.60% |                                                              |
| 明石元秀 | 68   | 無所属   | 現     | 9,943票  | 46.40% | （推薦）自民党・立憲民主党・国民民主党・公明党・兵庫維新の会 |

2023年赤穂市長選挙
2023年（令和5年）1月15日告示。他に立候補者がいなかったため、無投票で再選が決まった。

## 市政
- 2020年（令和2年）5月15日、新型コロナウイルス対策の財源に充てるため、自身と副市長、教育長の6月期末手当を50％減額すると発表した[9]。